# SUSIE (véhicule spatial)
Pour les articles homonymes, voir Susie.
Smart Upper Stage for Innovative Exploration, ou SUSIE, est un concept de véhicule spatial réutilisable proposé par ArianeGroup lors du Congrès international d'astronautique à Paris en septembre 2022. Le véhicule spatial serait lancé par Ariane 6 depuis le Centre spatial guyanais et pourrait servir pour des vols de ravitaillement et des missions habitées vers la Station spatiale internationale ou réaliser des vols libres (sans amarrage à un autre vaisseau ou station spatiale) en orbite basse, avant de revenir se poser sur Terre.
En novembre 2023, ce projet n'a pas été accepté et financé par l'Agence spatiale européenne (ESA) et n'est encore qu'une proposition d'ArianeGroup. L'entreprise développe cependant un prototype du véhicule afin de réaliser des tests.

## Historique
SUSIE est développé par ArianeGroup dans le cadre de l'initiative NESTS (New European Space Transportation Solutions) mise en œuvre par l'Agence spatiale européenne. Il est dévoilé le 18 septembre 2022, lors d'une conférence s'étant tenue le premier jour du 73e Congrès international d'astronautique (IAC) de 2022 à Paris,,.
En octobre 2023, ArianeGroup annonce avoir fabriqué un prototype à l'échelle 1/6, pesant 100 kilogrammes et faisant 2 mètres de haut. Il dispose de quatre stabilisateurs, et de quatre propulseurs (qui sont des turboréacteurs pour avion). Un test des propulseurs à d'ailleurs été réalisé sur le site des Mureaux dans les Yvelines. L'objectif du prototype est de tester l'atterrissage et les vols à faible vitesse de SUSIE, en réalisant plusieurs « sauts de puce » en mode manuel et automatique, jusqu'à 2 000 mètres d'altitude. Ce prototype atterrira d'abord sous parachute, puis grâce à ses moteurs. Les essais sont censés durer jusqu'à l'été 2025.
ArianeGroup annonce dans le même temps développer une nouvelle variante de SUSIE, de taille intermédiaire, qui serait plus légère et permettrait d'ouvrir la voie au développement de la variante lourde sur le plus long terme.
Cette annonce intervient peu de temps avant le congrès ministériel de l'ESA, et est considérée par certains journalistes comme une façon de prouver à l'Agence spatiale européenne qu'il s'agit d'un véritable projet concret, et non pas d'un simple concept,. D'autres journalistes spéculent qu'ArianeGroup souhaite participer au programme Commercial Cargo Transportation Initiative (CCTI, ou Initiative de transport commercial de fret en français) de l'ESA, visant à encourager les sociétés privées européennes à développer une capsule cargo pouvant évoluer en orbite basse. L'entreprise se placerait donc en concurrence avec le vaisseau Nyx de The Exploration Company, et avec l'Argo de Rocket Factory Augsburg.
À la suite de l'appel d'offre du programme LEO Cargo Return Service, l'ESA écarte le projet SUSIE (et Argo) au profit des capsules Nyx de The Exploration Company et de Thales Alenia Space.

## Caractéristiques
ArianeGroup développe, en plus du prototype, deux modèles de SUSIE : un modèle lourd présenté en novembre 2022, et un modèle intermédiaire, plus léger.

### Modèle lourd
La version lourde de SUSIE remplace la coiffe d'Ariane 6 (ou du lanceur la remplaçant), située au sommet du second étage. Le vaisseau, complètement automatisé, pourrait réaliser des missions de ravitaillement de l'ISS (7 tonnes de fret au maximum), mais également des vols habités, en pouvant transporter un équipage de 5 astronautes. Le vaisseau pourrait aussi se rendre vers l'orbite lunaire, en lui rajoutant un module supplémentaire.
Contrairement à tous les autres vaisseaux spatiaux existant pour l'instant, SUSIE n'atterrirait pas sous parachute, mais en utilisant ses moteurs, à l'instar du futur Starship de SpaceX. Le vaisseau serait réutilisable, et pourrait s'éjecter de son lanceur en cas de défaillance (sans cependant recourir à une tour de sauvetage).
SUSIE pourrait également, grâce à une baie de 40 m3, placer des satellites en orbite, comme le faisait la navette spatiale américaine. Il pourrait également ramener des satellites et débris spatiaux sur le sol terrestre. Le vaisseau pourrait aussi être lancé sur Ariane Next, un projet de lanceur lourd réutilisable qui remplacerait Ariane 6 dans la décennie 2030.

### Modèle intermédiaire
La version intermédiaire de SUSIE serait transportée sous la coiffe du lanceur. Elle serait globalement identique et pourrait transporter jusqu'à 3 tonnes de fret, dans un espace de 10 m3, et pourrait également transporter 5 astronautes.

## Critiques
Le projet SUSIE apparaît particulièrement ambitieux : alors que l'Europe spatiale ne dispose ni de vaisseau cargo (l'ATV ne vole plus depuis 2014 et n'était pas capable de rentrer sur Terre) ni de vaisseau habité, ce projet présente directement un vaisseau lourd et polyvalent au lieu d'une capsule spatiale plus simple avec module de service. Il est donc beaucoup plus coûteux et d'autant moins soutenable financièrement.
Le concept de SUSIE, à savoir un vaisseau polyvalent lourd lancé au sommet d'une fusée classique, rappelle également le projet de navette Hermès et pourrait souffrir des mêmes défauts. En effet, d'une masse de 25 t, il utilise toute la capacité de lancement de son lanceur Ariane 64 sans aucune marge (et ce dès la première phase du projet). De plus, une grande partie de sa masse n'est utilisée que pour la rentrée propulsive, méthode également choisie par le Starship de SpaceX qui doit disposer d'une capacité d'emport supérieure ou égale à 100 tonnes, à comparer aux 7 tonnes de SUSIE : la pertinence de ce choix semble peu évidente à justifier.
De même, la mixité des usages, fret et transport d'équipage, rappelle la navette spatiale américaine qui s'était avérée excessivement complexe et coûteuse.
La masse de SUSIE interroge également sur la capacité de sauvetage : en cas de problème, c'est l'ensemble du vaisseau qui doit être éjecté suffisamment rapidement du lanceur, soit 25 tonnes, c'est-à-dire plus de deux fois la masse d'Orion.